# Досифей (Теодорович)

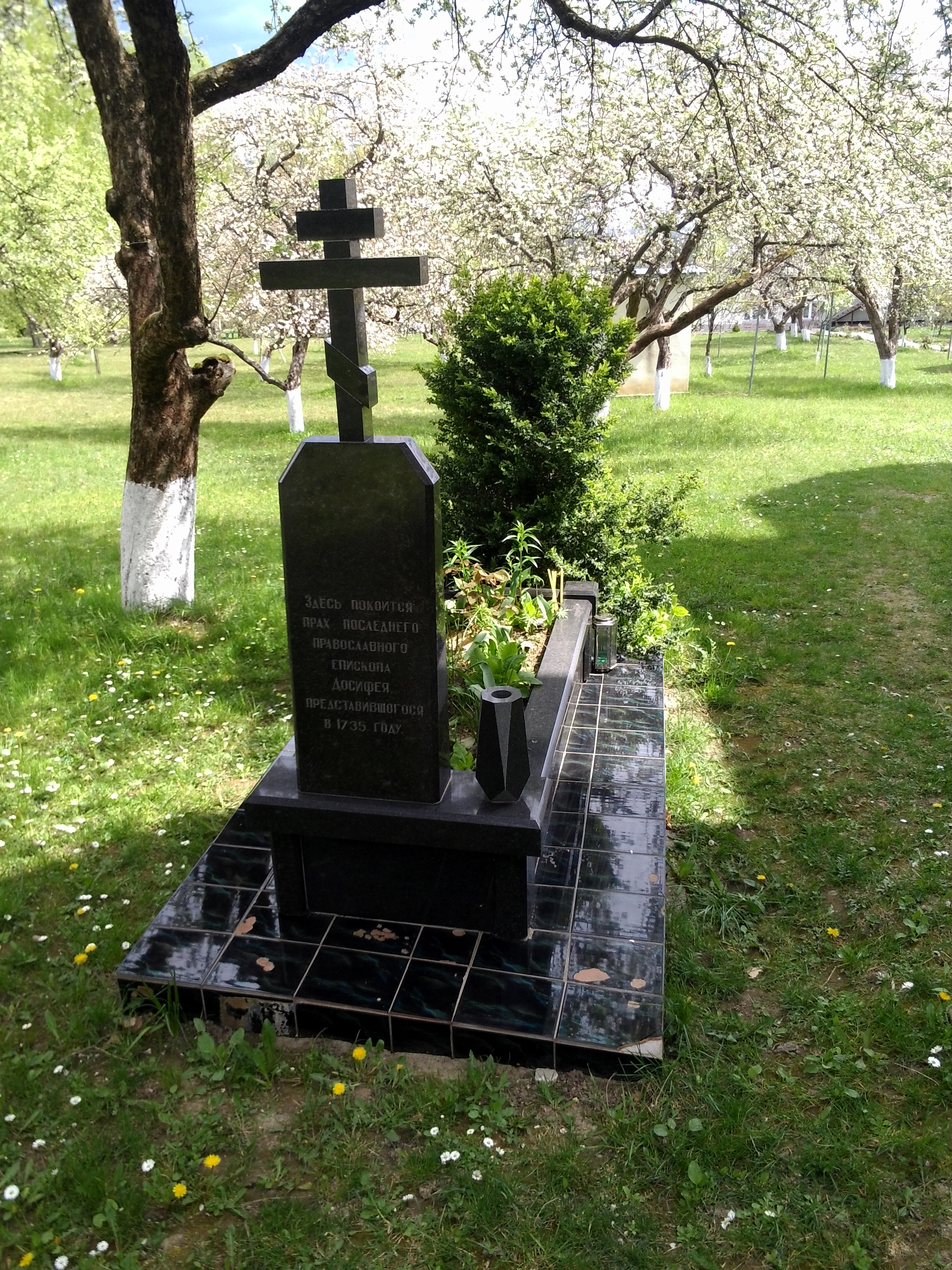
Могила єпископа Досифея в Угольському монастирі

Досифей (Феодорович) (нар. ? — пом. 1735, Хуст) — останній закарпатський православний єпископ. Досифей був єдиним православним єпископом Закарпаття, де панувала унія. Він висвячував священиків і дияконів і всім без винятку заповідав берегти православну віру та звичаї.
22 серпня 1720 року за правління австрійського імператора Карла VI усі монастирі та храми було підпорядковано Мукачівському греко-католицькому єпископу, а єпископа Досифея позбавлено чину.
Досифей продовжував висвячувати священиків та приймати народ, за що був ув'язнений у Хустському замку. Там він захворів і помер у 1735 році. Похований в Угольському монастирі. Його могила є важливою святинею монастиря.